# فان موريسون
فان موريسون (بالإنجليزية: Van Morrison) (و. 1945  م) هو عازف قيثارة، وشاعر، وملحن، وموسيقي، ومغني، وعازف بيانو، وكاتب أغاني، ومنتج أسطوانات، ومغن ومؤلف أيرلندي شمالي، ولد في بلفاست.

## جوائز
حصل على جوائز منها:
- الصالة الفخرية للروك آند رول (1993)
- نيشان الامبراطورية البريطانية من رتبة ضابط
- نيشان الفنون والآداب من رتبة ضابط
- رتبة الإمبراطورية البريطانية.

## وصلات خارجية
- فان موريسون على موقع IMDb (الإنجليزية)
- فان موريسون على موقع الموسوعة البريطانية (الإنجليزية)
- فان موريسون على موقع ألو سيني (الفرنسية)
- فان موريسون على موقع ميوزك برينز (الإنجليزية)
- فان موريسون على موقع رولينغ ستون (الإنجليزية)
- فان موريسون على موقع أول موفي (الإنجليزية)
- فان موريسون على موقع قاعدة بيانات الأفلام السويدية (السويدية)
- فان موريسون على موقع إن إن دي بي (الإنجليزية)
- فان موريسون على موقع أول ميوزيك (الإنجليزية)
- فان موريسون على موقع ديسكوغز (الإنجليزية)